# Liste des ponts sur le Nil
La liste des ponts sur le Nil comprend des ponts et des traversées (sur des barrages, ou des radiers de seuils) sur le Nil. La liste est donnée dans l'ordre depuis la Méditerranée au nord en aval et se poursuit en amont vers le sud. 
La liste est incomplète. Les noms des ponts sont souvent empruntés à Google Maps. Si les noms des ponts ne sont pas reconnaissables, ils portent le nom de la ville la plus proche. 

## Ponts entre la Méditerranée et le Caire

### Ponts sur le bras Rosetta
- Pont de la route côtière internationale (International Coastal Road) près de Rosette, un pont routier à quatre voies au cours construit entre 1993 et 2004 ( 31° 22′ 33,033938″ N, 30° 25′ 54,716692″ E )
- Barrage d'Edfina et pont de la North Delta Electricity Distribution Co. à Ibyanah. Construit de 1948 à 1951 par la Société française de construction des Batignolles dans le but de réduire les débits d'eau douce pendant les mois d'été et ainsi d'empêcher l'infiltration d'eau salée dans les champs irrigués. (31° 18′ 20,608535″ N, 30° 31′ 07,415056″ E )
- Pont ferroviaire et routier Edfina - Mutubas, un pont ferroviaire avec quatre poutres en treillis et une voie pour véhicules à l'extérieur. (31° 17′ 14,865268″ N, 30° 31′ 11,122942″ E )
- Fuwa Bridge, un pont routier à quatre voies près de Fuwa, qui a été achevé en 2011. (31° 11′ 32,478″ N, 30° 32′ 47,1408″ E )

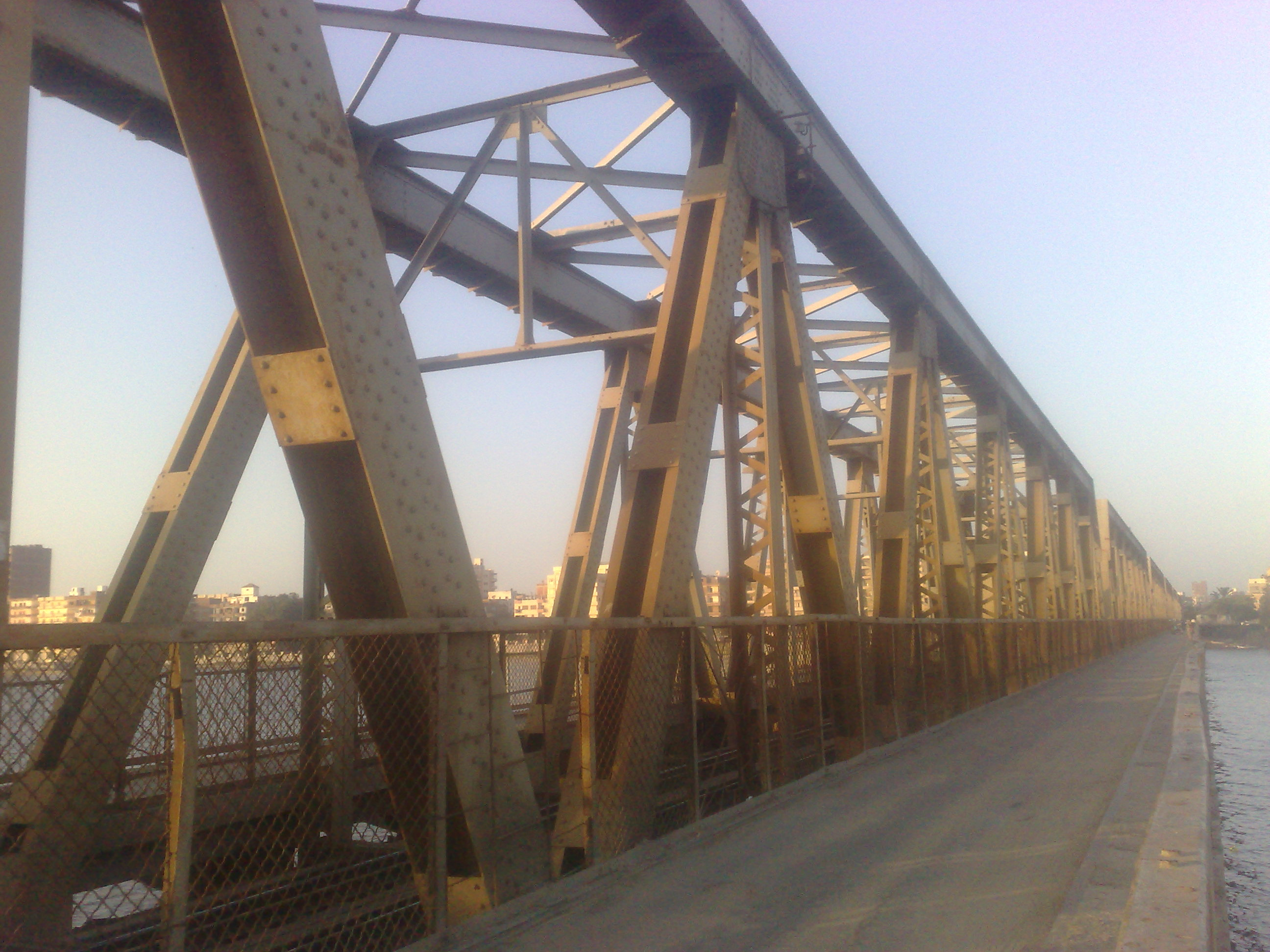
Pont ferroviaire de Desouk

- Pont ferroviaire de Dessouk, un pont à poutres en treillis de 613 m de long construit entre novembre 1925 et février 1927 par Dorman Long sur la rivière et une île. Le bras latéral est croisé avec quatre poutres en treillis de 61 m de long, le bras principal également avec quatre de ces poutres ainsi qu'une poutre tournante de 59 m de long et une poutre plus courte de 54 m de long sur la rive. Une voie réservée aux véhicules est fixée à l'extérieur de chacune des poutres. Le pont a remplacé un pont plus ancien, ouvert en 1895, qui n'était plus en mesure de faire face à l'augmentation du trafic[1] ( 31° 07′ 50,2428″ N, 30° 38′ 12,9732″ E )
- Pont routier de Dessouk, un pont routier à quatre voies achevé en 2010. ( 31° 06′ 59″ N, 30° 39′ 02″ E )
- Pont ferroviaire à Kafr El-Zayat, un pont ferroviaire à deux voies avec un total d'environ 500 m et 7 treillis en acier avec des passerelles pour piétons attachées des deux côtés. Le pont est le successeur du pont construit par Robert Stephenson sur la route Alexandrie - Le Caire, le premier tronçon à Kafr El-Zayat de 1852 à 1854 et le premier chemin de fer en Afrique. ( 30° 49′ 10″ N, 30° 48′ 42″ E )
- Pont routier à Kafr El-Zayat faisant passer la route Tanta - Alexandrie ( 30° 48′ 56,37222″ N, 30° 48′ 34,649876″ E )
- Pont autoroutier (six voies) à Kafr El-Zayat ( 30° 48′ 50,534095″ N, 30° 48′ 28,315571″ E )
- Pont routier à Al Birijat ( 30° 30′ 30,519695″ N, 30° 49′ 59,351891″ E )
- Barrage Muhammad Ali, barrage et pont à Manshiyyat Al Qanatir, qui a remplacé les anciens barrages du delta. Sur la rive gauche se trouve une écluse avec une chambre de 80 × 12 m[2] ( 30° 11′ 20,334676″ N, 31° 06′ 34,339856″ E )
- Barrage du delta, près de la séparation du Nil en bras de Rosetta et bras de Damiette. Il est construit sous Muhammad Ali Pascha par Eugène Mougel et achevé après sa mort en 1862, qui a dû être rénové plusieurs fois, notamment 1885 à 1890, et enfin en 1938 le déversoir construit à 850 m en aval a été remplacé. Il mesure 450 m de long et compte 61 portes de 4,8 m chacune, désormais ouvertes, dont une ancienne écluse sur la rive gauche. ( 30° 11′ 03,341141″ N, 31° 06′ 59,252213″ E )

### Ponts sur le bras Damiette
- Pont routier à Damiette. ( 31° 25′ 30,150321″ N, 31° 48′ 13,835916″ E )
- Vieux pont à Damiette, un pont tournant construit en 1927–1929 utilisant des parties de l'ancien pont Imbaba au Caire[3] ( 31° 25′ 11,140922″ N, 31° 48′ 33,089885″ E )
- Barrage de Damiette et écluse avec le pont de Damiette (également le barrage de Faraskour ), un barrage en terre construit en 1985-1989 pour remplir le canal d'Al Salam, qui commence à 2,3 km en amont, et qui est conduit avec un ponceau sous le canal de Suez pour accomplir le projet de développement du nord du Sinaï. Le barrage a une écluse de 150 × 17 m sur la rive gauche[4]. ( 31° 24′ 33,885328″ N, 31° 47′ 10,01007″ E )
- Pont de la route côtière internationale à environ 7 km au sud-ouest de Damiette. Pont routier à quatre voies au cours de la route côtière internationale. ( 31° 23′ 30,926316″ N, 31° 44′ 54,788112″ E )
- Pont de Faraskour, un pont routier à quatre voies près de Faraskour ( 31° 19′ 25,802865″ N, 31° 42′ 22,455806″ E )
- Pont de Sherbin, un pont routier à deux voies à Sherbin ( 31° 19′ 25,802865″ N, 31° 42′ 22,455806″ E )
- Nouveau pont de Sherbin, un pont routier à quatre voies à l'ouest du village ( 31° 11′ 23,416466″ N, 31° 30′ 39,502467″ E )
- Pont Al-Baddalah, un pont à quatre voies achevé en 2014 ( 31° 11′ 23,416466″ N, 31° 30′ 39,502467″ E )

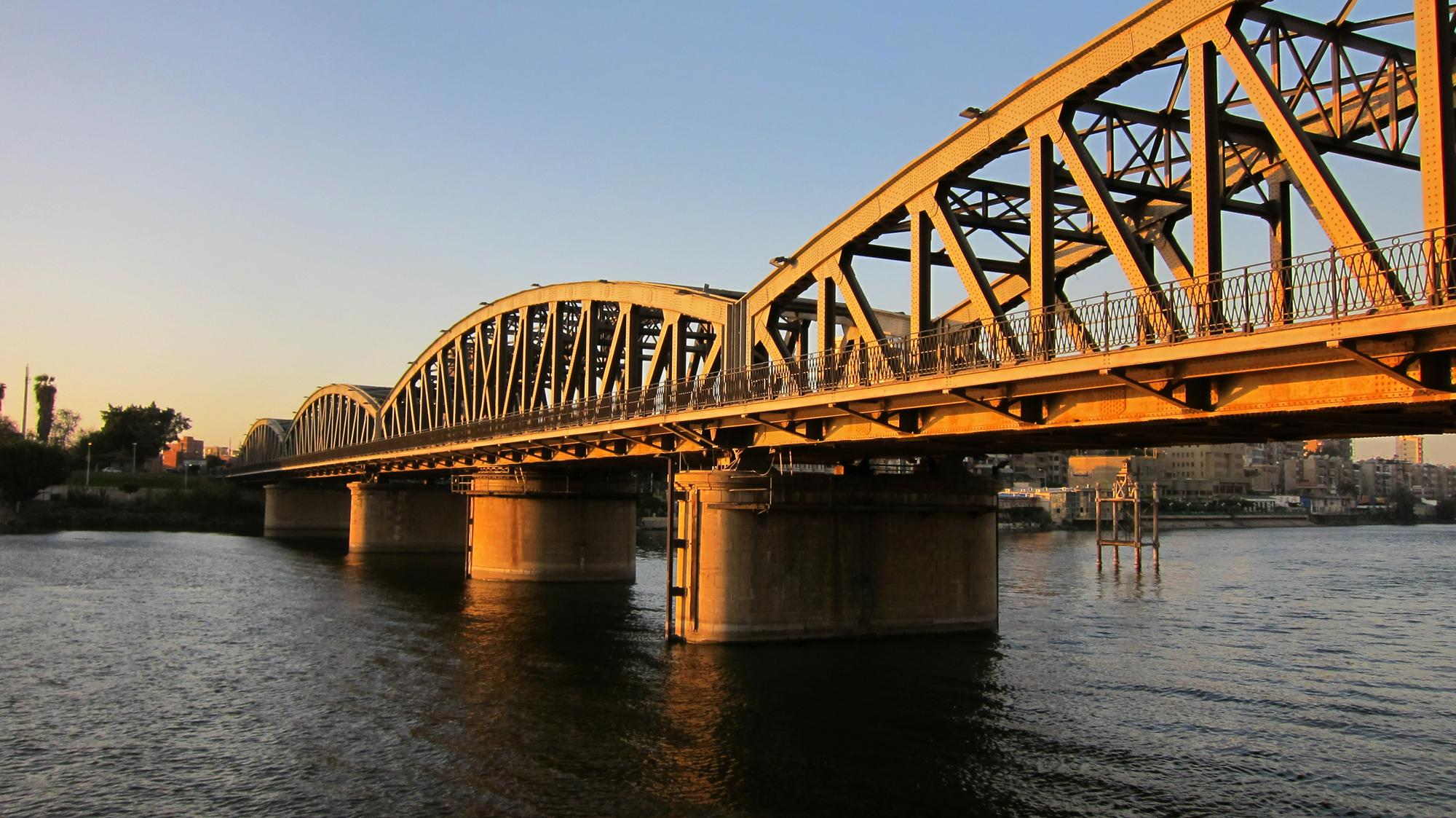
Pont ferroviaire à Al-Mansourah

- Pont ferroviaire d'Al-Mansura, pont à double voie avec quatre poutres en treillis ( 31° 03′ 01,696349″ N, 31° 23′ 17,87285″ E )
- Pont Chalchā à al-Mansura ( 31° 03′ 01,696349″ N, 31° 23′ 17,87285″ E )
- Pont de la Ringstrasse à al-Mansura ( 31° 02′ 48,592644″ N, 31° 20′ 56,702825″ E )
- Pont à Samannūd, pont tournant ( 30° 57′ 33,705058″ N, 31° 14′ 44,929344″ E )
- Déversoir de Zifta avec pont routier, construit 1881–1903, reconstruit 1949–1952, avec 50 portes de 5 m chacune et une écluse sur la rive droite avec une chambre de 120 × 17 m renouvelée en 1998–2000 ( 30° 44′ 37,465451″ N, 31° 14′ 26,080924″ E )
- Nouveau pont Zifta, pont à quatre voies à la périphérie nord ( 30° 44′ 20,834003″ N, 31° 14′ 59,162217″ E )
- Pont de Zifta, pont combiné ferroviaire et routier de 417 m de long avec 6 arches à colombages, construit en 1903 ( 30° 43′ 20,774891″ N, 31° 15′ 04,057785″ E )
- Nouveau pont routier au nord de Benha, probablement achevé en 2015 ( 30° 29′ 36,534702″ N, 31° 11′ 27,38678″ E )
- Pont autoroutier (six voies) à Banha ( 30° 29′ 00,621981″ N, 31° 10′ 48,222237″ E )
- Vieux pont à Banha (Kafr Al Gazar) ( 30° 28′ 13,986534″ N, 31° 10′ 30,069046″ E )
- Pont ferroviaire de Banha avec cinq poutres en treillis ( 30° 28′ 02,201863″ N, 31° 10′ 30,088358″ E )
- Barrages Muhammad Ali, construits en 1939, avec 34 portes, chacune de 8 m de large, entre des piliers de 2,5 m d'épaisseur et une écluse sur la rive droite avec une chambre de 150 × 17 m ( 30° 11′ 43,997709″ N, 31° 07′ 40,568457″ E )
- Barrages du delta au-dessous de la séparation du Nil en bras Rosetta et Damietta, sous Muhammad Ali Pascha par Eugène Mougel (Mougel Bey) planifiés et achevés après sa mort en 1862, qui ont dû être rénovés plusieurs fois, plus récemment en 1885 à 1890, et enfin en 1939 le barrage construit à 260 m en aval a été remplacé. Il mesure 380 m de long et compte 51 portes de 4,8 m de large chacune et une ancienne écluse sur la rive droite. ( 30° 11′ 36,619969″ N, 31° 07′ 45,782671″ E )

## Ponts du Caire

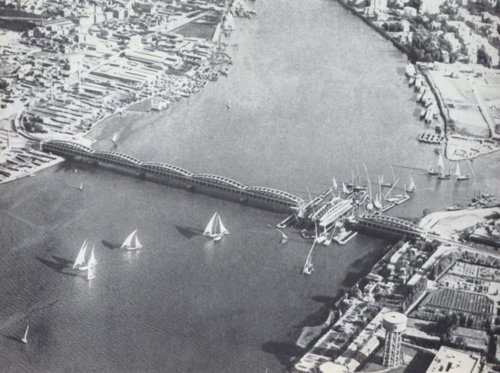
Pont historique d'Imbaba

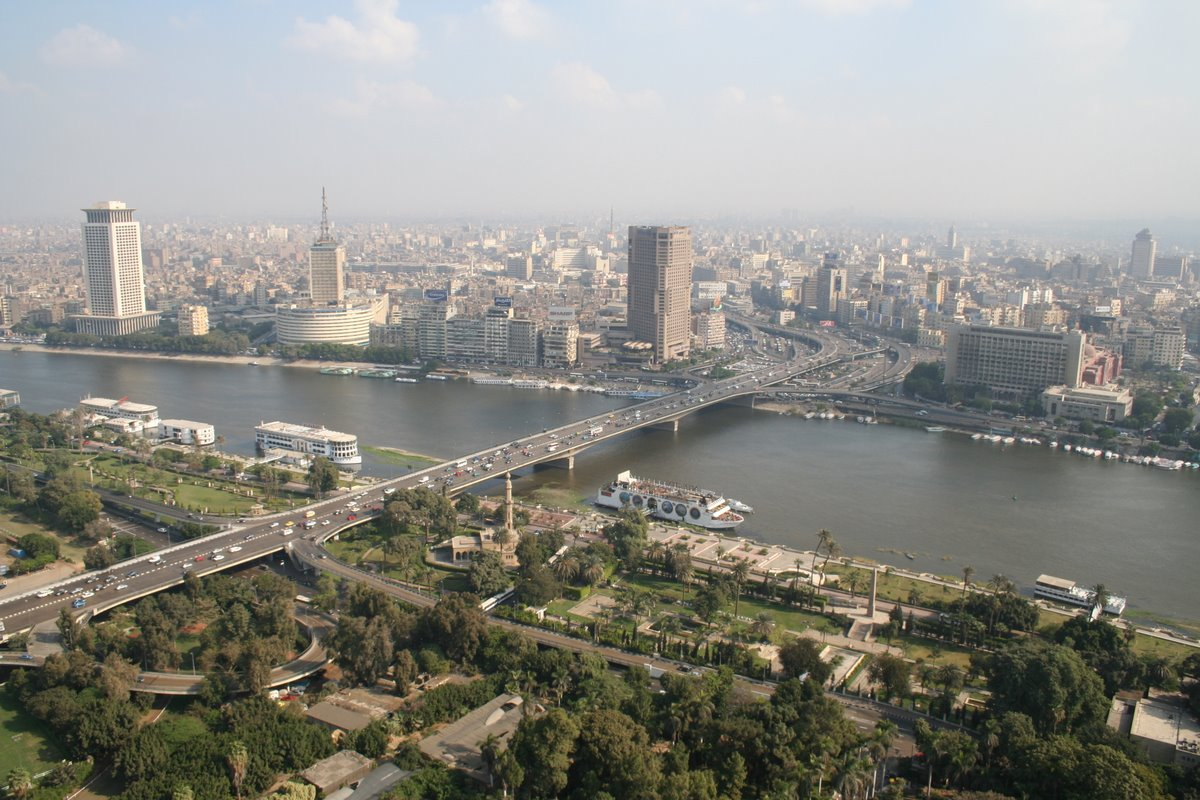
Pont du 6 octobre

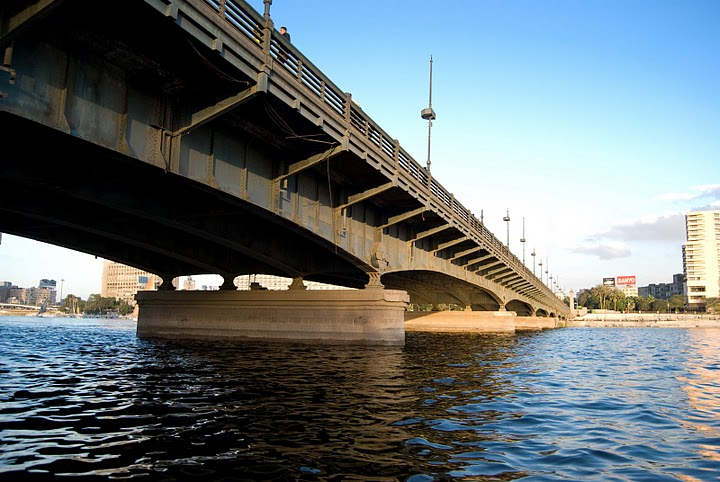
Pont de Kasr El Nil

- Pont périphérique nord, un pont autoroutier à huit voies
- Pont Al-Faraq au cours d'une autoroute urbaine à huit voies
- Pont ferroviaire d'Imbaba avec sept treillis, auquel une voie a été ajoutée à l'extérieur. Un pont tournant, dont la construction a commencé en 1913, a été arrêté par la Première Guerre mondiale et achevé en 1925. Le pont a remplacé un pont plus ancien, achevé en 1890, avec six poutres en acier et également un élément rotatif[3]
- Pont du 15 Mai, un pont routier de neuf à dix voies (pont à poutres-caissons en béton précontraint)[5] Le 15 mai commémore le début de la guerre israélo-arabe en 1948.
- Pont du 6 octobre, un pont routier à dix voies achevé en 1996. Le 6 octobre commémore le début de la guerre de Kippour 1973 et le 6 octobre 1981, lorsque Anwar as-Sadat a été assassiné.
- Pont de Kasr-El-Nil, un pont en acier à quatre voies, construit par Dorman Long en 1931-1933. Il a remplacé le pont de Kobri-el-Gezira, qui a été construit en 1869-1871 par la société française Fives-Lille sous le ministre Linant de Bellefonds.
- Pont Al-Gamaa (aussi dit pont de l'Université), un pont routier à six voies
- Pont de Gizeh, un pont routier à huit voies
- Pont périphérique sud, pont autoroutier à huit voies

## Ponts entre le Caire et le barrage d'Assouan
- Pont d'Al-Marazeek au sud de Heluan, pont combiné ferroviaire et routier avec neuf poutres en acier ( 29° 47′ 35,777897″ N, 31° 17′ 38,366295″ E )
- Pont périphérique régional, pont autoroutier à huit voies ( 29° 20′ 47,757328″ N, 31° 12′ 55,067033″ E )
- Pont Al-Wasta, pont routier à quatre voies ( 29° 47′ 35,777897″ N, 31° 17′ 38,366295″ E )
- Pont Bani-Suwaif, pont routier à quatre voies ( 29° 03′ 26,23729″ N, 31° 05′ 50,66861″ E )
- Pont routier à Bani Masar, pont routier à quatre voies ( 28° 28′ 40,196685″ N, 30° 50′ 28,71827″ E )
- Pont al-Minya, un pont routier à quatre voies ( 28° 05′ 31,516908″ N, 30° 46′ 04,879025″ E )
- Pont Mallawi, un pont routier à quatre voies ( 27° 43′ 02″ N, 30° 52′ 18″ E )

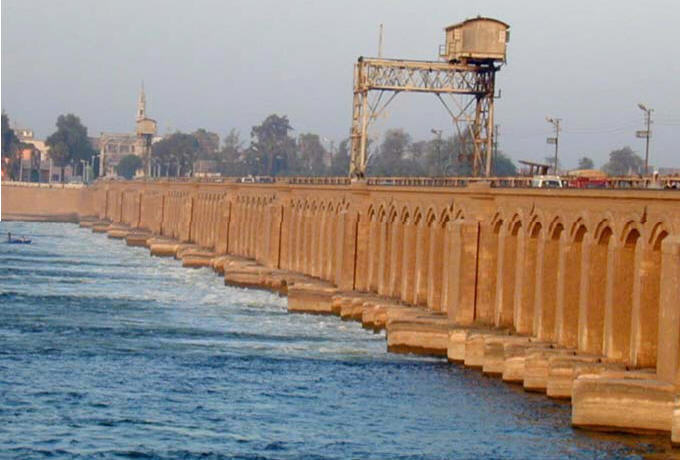
Barrage d'Asyut

- Barrage d'Asyut (pont El-Khazan), barrage achevé en 1902 avec 111 ouvertures, écluse sur la rive gauche, route à deux voies et pont à bascule. Le déversoir régule l'approvisionnement en eau du canal Ibrahimiyya, qui irrigue les champs des gouvernorats d'Asyut, el-Minyā et Bani Suwaief sur une longueur de 320 km. ( 27° 12′ 08″ N, 31° 11′ 21″ E )
- Pont périphérique d'Asyut, pont routier à quatre voies ( 27° 10′ 28″ N, 31° 12′ 58″ E )
- Pont de Tema, probablement pont routier achevé en 2015 ( 26° 53′ 34″ N, 31° 29′ 03″ E )
- Pont Achmīm à Sohag, pont routier à quatre voies (pont en acier) ( 26° 33′ 32″ N, 31° 42′ 11″ E )
- Pont de Sohag au sud de Sohag, pont routier à quatre voies (pont en béton) ( 26° 32′ 27″ N, 31° 42′ 53″ E )
- Barrage de Naga Hammadi (2008) ( 26° 09′ 13″ N, 32° 08′ 47″ E )
- Vieux barrage de Naga Hammadi (1930) ( 26° 08′ 12,122148″ N, 32° 10′ 09,11427″ E )
- Pont ferroviaire de Nag-Hammadi, pont à poutres en acier à double voie avec pont tournant ( 26° 02′ 44,356587″ N, 32° 14′ 56,089177″ E )
- Pont routier de Nag-Hammadi, pont à poutres en acier à deux voies avec pont tournant ( 26° 02′ 42,448009″ N, 32° 14′ 57,247891″ E )
- Pont ferroviaire de Qena ( 26° 09′ 34,77768″ N, 32° 40′ 52,39697″ E )
- Pont de Dendérah à Qina (sur lequel la route mène au temple de d'Hathor ) ( 26° 08′ 57,196392″ N, 32° 42′ 06,477437″ E )

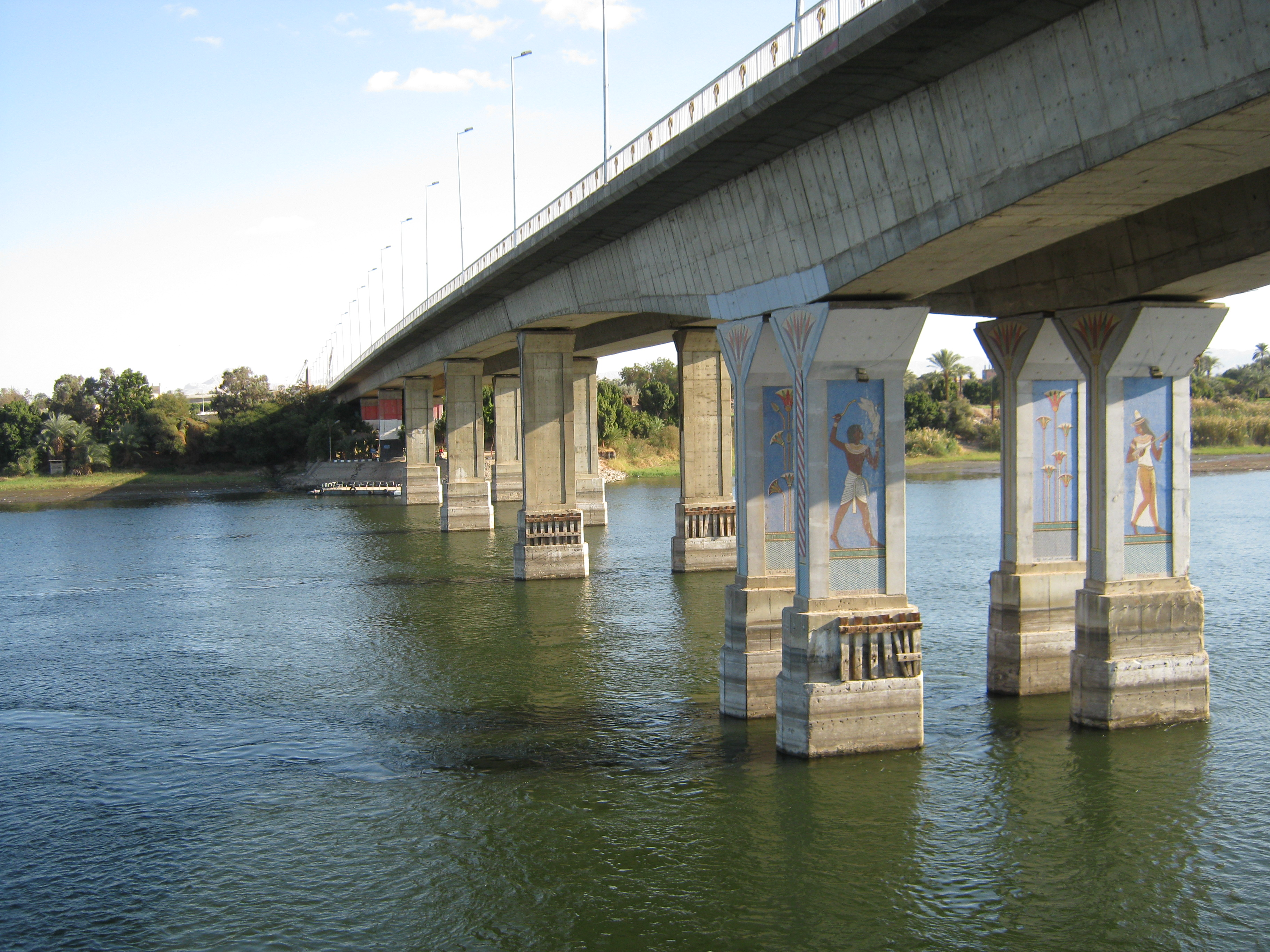
Pont de Louxor

- Pont de Louxor (5 km au nord de Louxor), pont routier de 2 fois 3 voies en béton inauguré en 2024 par le général de division Samir Farag (25° 44′ 42″ N, 32° 39′ 36″ E [6])

- Pont de Louxor (7 km au sud de la ville), pont routier à quatre voies ( 25° 38′ 10,081296″ N, 32° 35′ 32,205586″ E )
- Pont d'Esna-Al-Gedeed (nouveau barrage), Esna ( 25° 19′ 03,406212″ N, 32° 33′ 20,002821″ E )
- Pont d'Esna-Al-Qadeem (ancien barrage d'Esna), Esna ( 25° 18′ 26,465597″ N, 32° 33′ 28,268316″ E )
- Pont d'Edfou ( 24° 59′ 01,913597″ N, 32° 53′ 17,206718″ E )

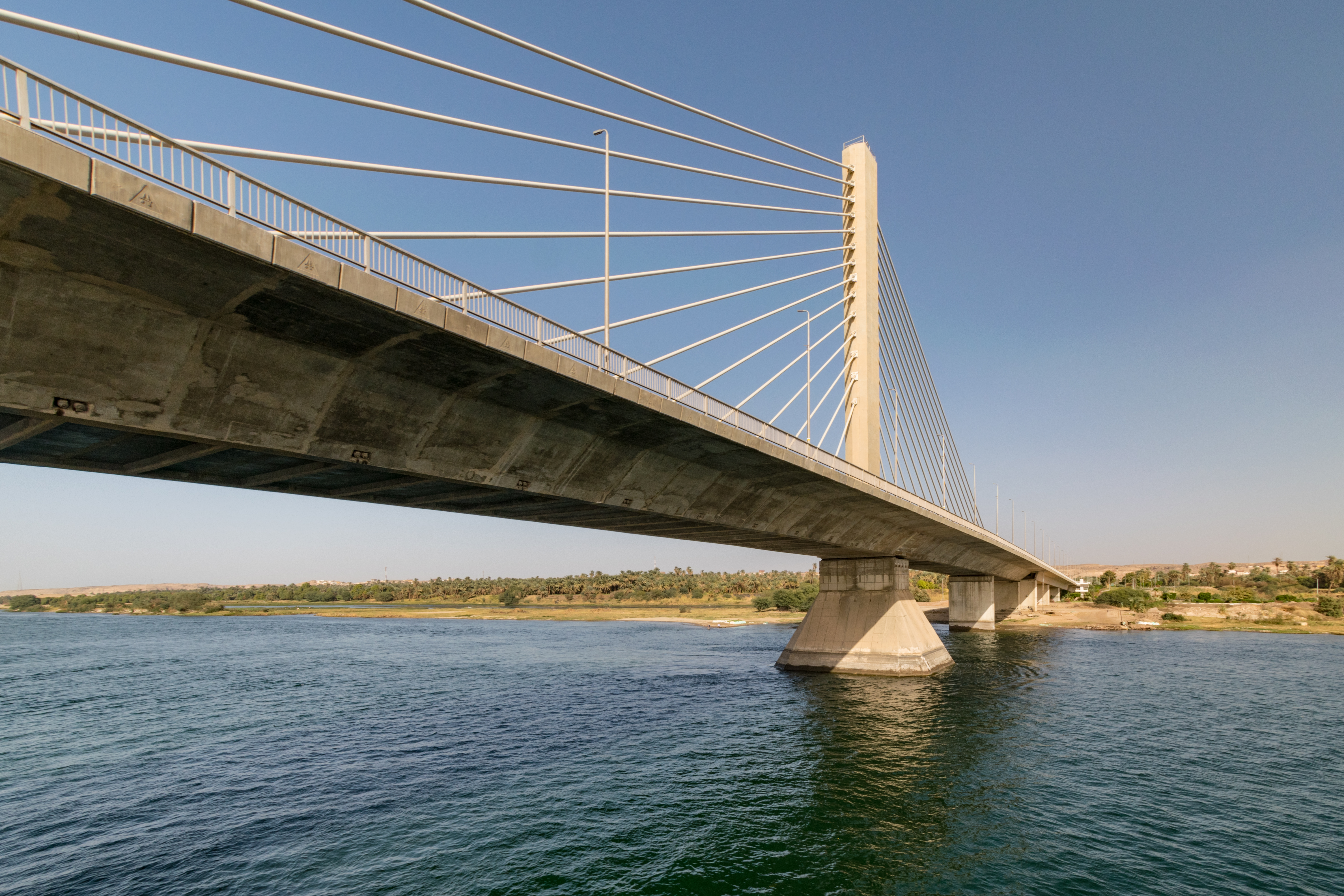
Le pont Al Khattarah au sud de Kom Ombo

- Pont Al-Khattarah, pont à quatre voies, pont à haubans à deux pylônes centraux ( 24° 11′ 38,809627″ N, 32° 51′ 56,803746″ E )
- Barrage d'Assouan (ancien barrage), Assouan ( 24° 01′ 59,714441″ N, 32° 51′ 57,952222″ E )
- Haut barrage d'Assouan ( 23° 58′ 09,519982″ N, 32° 52′ 46,463727″ E )

## Ponts entre le barrage d'Assouan ou le lac Nasser et Khartoum
- Pont Dongola Elsilaim (2009) à Dunqula, pont routier à quatre voies ( 19° 11′ 10″ N, 30° 29′ 23″ E )
- Pont Ad-Dabba, pont routier à quatre voies ( 18° 02′ 42″ N, 30° 57′ 47″ E )
- Pont Merowe, pont routier à quatre voies ( 18° 29′ 33″ N, 31° 49′ 04″ E )
- Barrage de Merowe (la route au sommet du barrage n'est probablement pas ouverte au public) ( 18° 40′ 08″ N, 32° 03′ 01″ E )
- Pont d'Atbara, pont routier à quatre voies au sud d'Atbara, à ne pas confondre avec les ponts sur l'Atbara ( 17° 39′ 43,45253″ N, 33° 58′ 21,64067″ E )
- Pont Chendi, pont routier à quatre voies ( 16° 41′ 45,98378″ N, 33° 24′ 34,663131″ E )
- Pont d'Al-Halfaia, pont autoroutier à six voies ( 15° 42′ 50,018511″ N, 32° 31′ 55,389984″ E )
- Pont Shambat, pont routier à quatre voies entre Omdurman et al-Chartum Bahri ( 15° 38′ 39,31″ N, 32° 30′ 21,82″ E )

## Ponts sur le Nil blanc

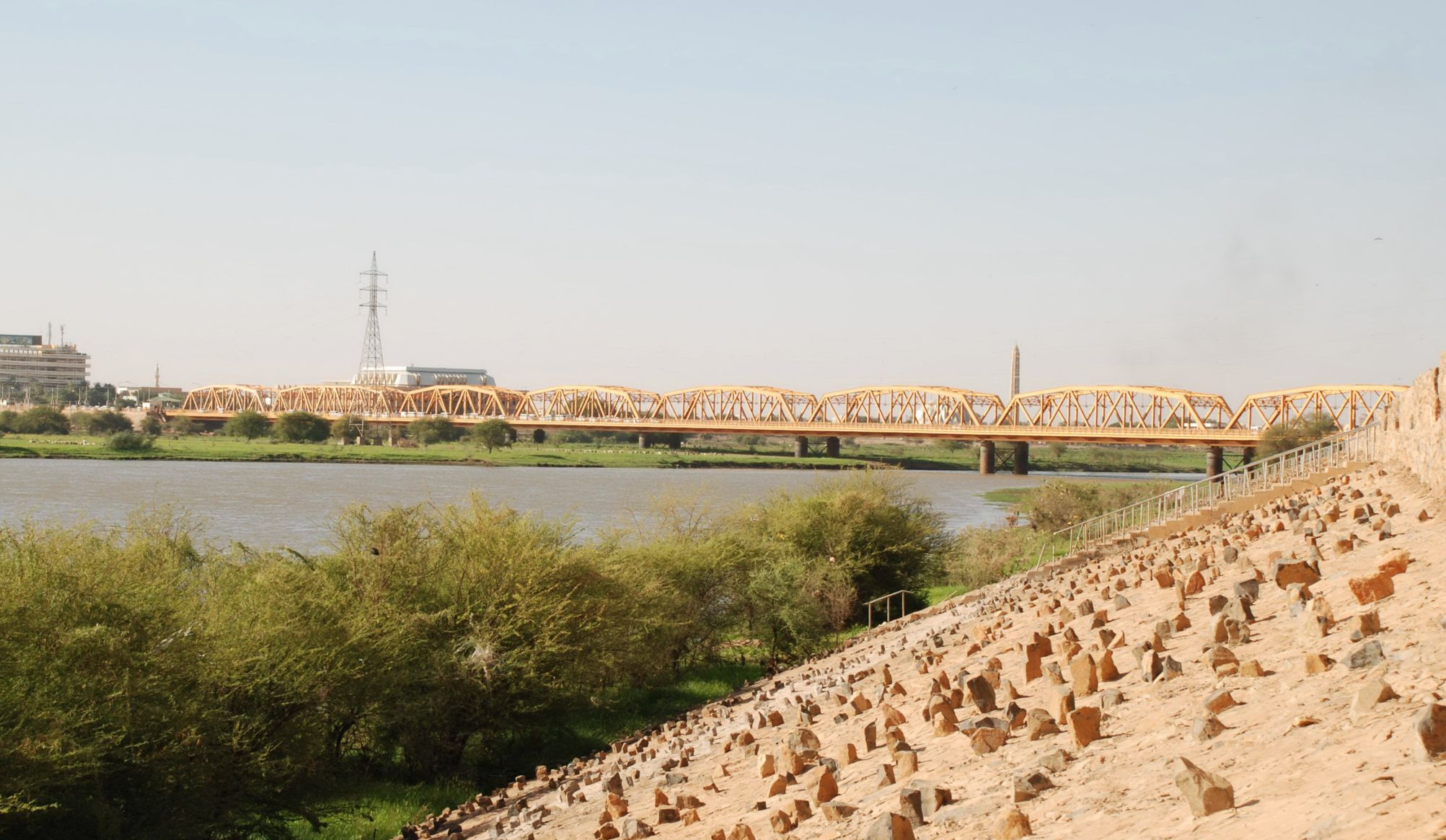
Vieux pont d'Omdurman

- Ancien pont Omdurman, ancien pont ferroviaire (1926), maintenant pont routier à quatre voies ( 15° 36′ 49,64″ N, 32° 29′ 28,08″ E )
- Pont de la victoire entre Omdurman et Khartoum, pont routier à six voies sur une île du Nil blanc ( 15° 36′ 10,705307″ N, 32° 29′ 30,936935″ E )
- Pont au sud de Khartoum, pont routier à six voies en construction, probablement achevé en 2015 ( 15° 30′ 45,501774″ N, 32° 28′ 20,602977″ E )
- Barrage de Jebel Aulia, barrage achevé avec écluse en 1937, agrandi en 2003 pour inclure une centrale électrique ( 15° 14′ 18,158372″ N, 32° 29′ 04,865863″ E )
- Pont Ad Douiem, pont routier à deux voies et barrage (2010) ( 14° 00′ 07,78482″ N, 32° 19′ 43,546035″ E )
- Pont ferroviaire de Kusti avec pont tournant (1910) entre Kusti et Rabak ( 13° 08′ 40,27″ N, 32° 43′ 40,17″ E )
- Pont routier de Kusti (1983) ( 13° 08′ 24,614888″ N, 32° 44′ 06,615951″ E )

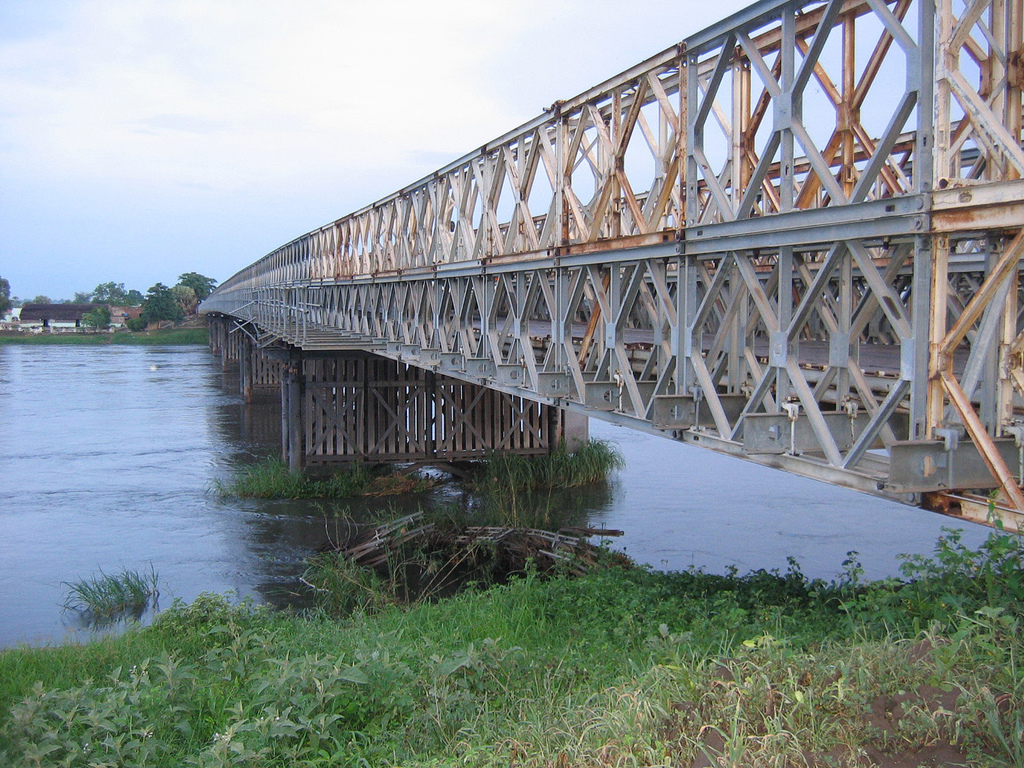
Pont de Juba

- Pont de Djouba, le seul pont du Nil au Soudan du Sud ( 4° 49′ 22,43″ N, 31° 36′ 30,63″ E )
- Pont de Pakwach en Ouganda, le seul pont sur le Nil Blanc ( 2° 27′ 33,62″ N, 31° 30′ 27,36″ E )
- Pont Victoria au-dessous de des chutes de Karuma sur le Nil Blanc ( 2° 14′ 35,616765″ N, 32° 14′ 23,354652″ E )
- Centrale hydroélectrique de Bujagali (sans route traversante) ( 0° 29′ 52,482796″ N, 33° 08′ 13,69561″ E )
- Barrage d'Owen Falls (centrale électrique de Nalubaale) ( 0° 26′ 36″ N, 33° 11′ 06″ E )
- Pont de Jinja, pont de chemin de fer avec passerelle (1926) à la sortie du Nil du lac Victoria ( 0° 25′ 57,860558″ N, 33° 11′ 30,126651″ E )

## Ponts sur le Nil bleu

### Ponts à Khartoum
- Pont de l'île de Tuti vers l'île de Tuti, pont suspendu à quatre voies ( 15° 36′ 49,53″ N, 32° 30′ 45,772266″ E )
- Pont Al-Mak-Nimr, pont à haubans à quatre voies ( 15° 36′ 49,975284″ N, 32° 31′ 51,25″ E )
- Pont An-Nil-al-azraq, ancien pont ferroviaire et routier combiné, pont à poutres en acier avec pont à bascule construit en 1907-1909, maintenant pont routier à deux voies ( 15° 36′ 57,15″ N, 32° 32′ 38,03″ E )
- Pont de Kubir (également Pont des Forces armées), pont routier à quatre voies ( 15° 37′ 00,91″ N, 32° 33′ 17,42″ E )
- Pont Al Mansheiya, pont routier à quatre voies ( 15° 35′ 56,718184″ N, 32° 35′ 23,129844″ E )

### Ponts au sud de Khartoum
- Pont Al-Hasaheisa à Rufa'a, pont routier à deux voies ( 14° 44′ 48,243053″ N, 33° 18′ 30,249185″ E )
- Pont Wad Madani, pont routier à quatre voies ( 14° 25′ 38,996058″ N, 33° 30′ 25,716638″ E )
- Barrage de Sannar (1925) avec une route à voie unique au sommet du barrage ( 14° 25′ 38,996058″ N, 33° 30′ 25,716638″ E )
- Pont-ponton Ad-Damazin – Ash Shallal sous le barrage de Roseires ( 11° 48′ 35,28218″ N, 34° 23′ 02,305431″ E )
- Pont en béton de Ash Shallal, sous le barrage de Roseires, pont routier à deux voies ( 11° 48′ 03,562238″ N, 34° 23′ 01,262588″ E )

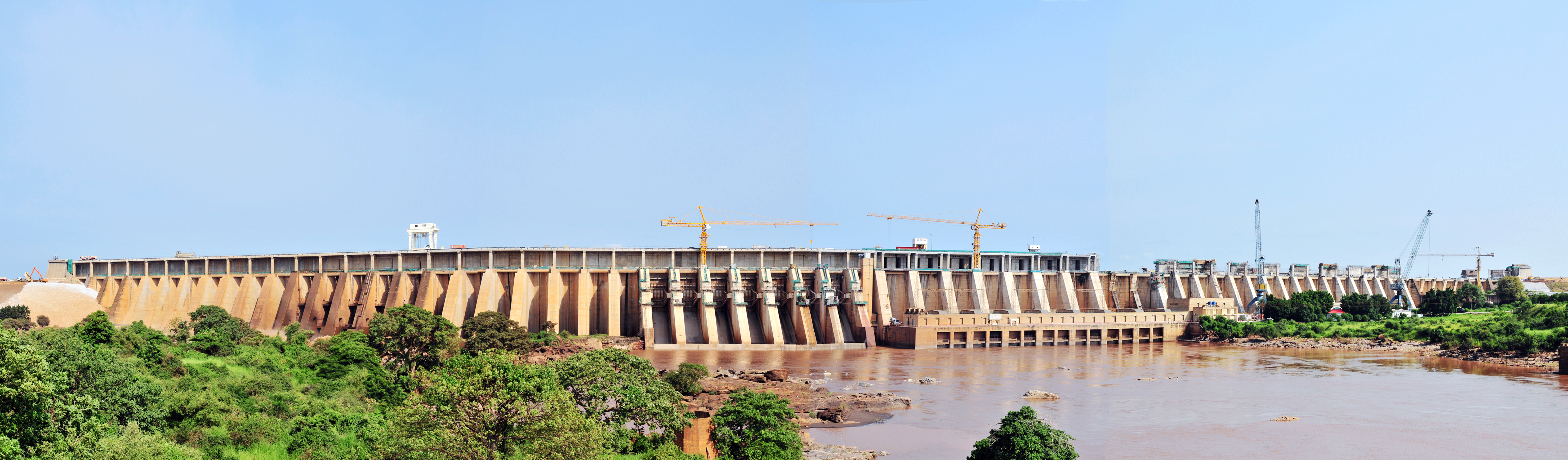
Barrage de Roseires

- Barrage de Roseires (1966, surélevé 2013), (pas de voie publique) ( 11° 47′ 55,03662″ N, 34° 23′ 15,495462″ E )
- Pont sous le grand barrage de la Renaissance éthiopienne ( 11° 12′ 55″ N, 35° 05′ 15,6″ E )
- Pont vers la zone ouest du Nil ( 10° 58′ 06,4″ N, 35° 11′ 06″ E )
- Pont sur la route de Nekemte à Bahir Dar ( 10° 17′ 30,752633″ N, 37° 00′ 45,473785″ E )
- Ponts sur la route nord-sud N3 d'Addis-Abeba à Bahir Dar, ancien pont en arc en béton et nouveau pont extradosé ( 10° 04′ 32,807758″ N, 38° 11′ 29,149017″ E )
- Pont sur la B21 ( 10° 39′ 50″ N, 38° 30′ 13″ E )
- Deuxième pont portugais, pont en arc en pierre (1650) pour piétons avec une passerelle en acier sur l'arche principale détruite (un des premiers ponts construits/réparés par Bridges to Prosperity (en)) ( 11° 13′ 03,570127″ N, 37° 52′ 36,331987″ E )
- Pont suspendu près du deuxième pont portugais, passerelle pour piétons (également construit par Bridges to Prosperity (en))

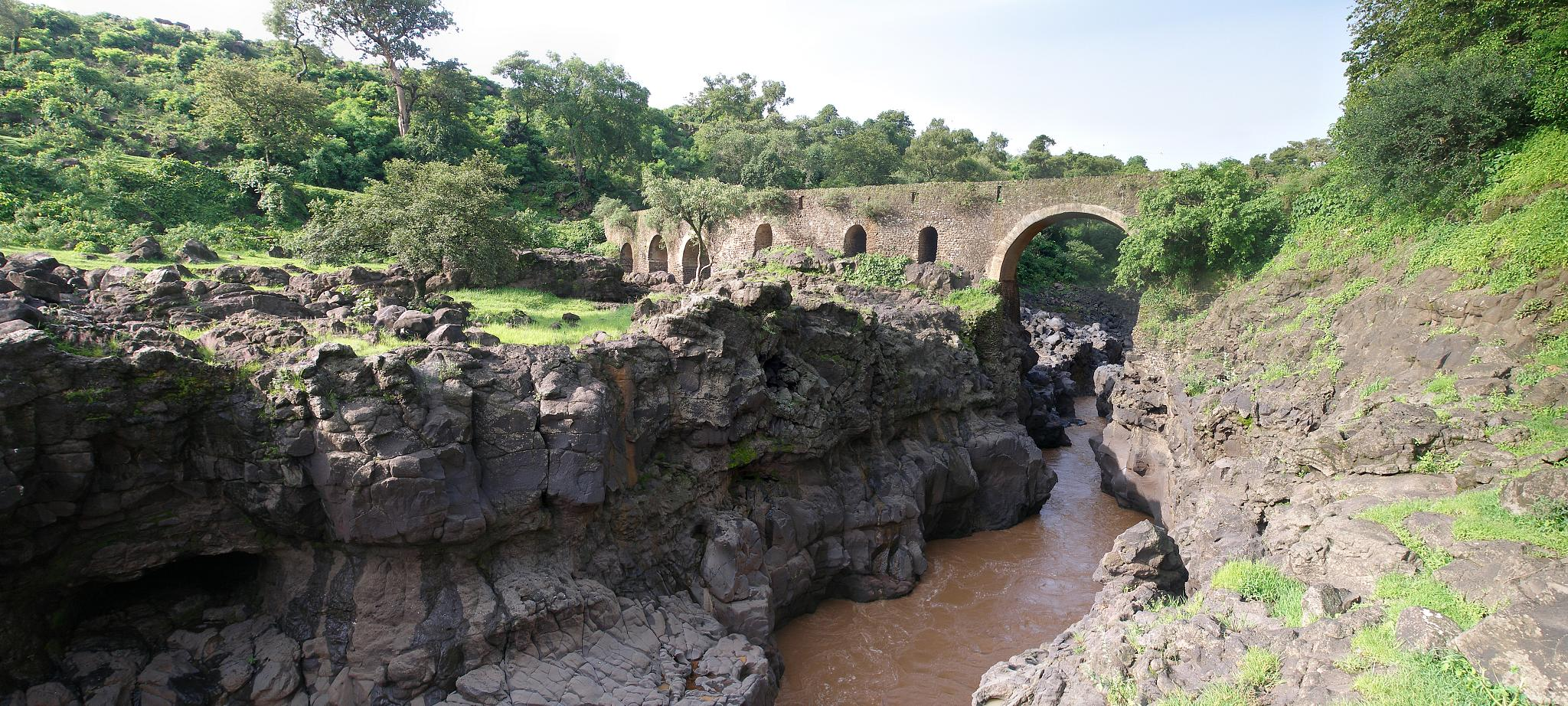
Pont portugais

- Pont portugais (1626) aux cascades de Tisissat, passerelle piétonne ( 11° 29′ 14,734908″ N, 37° 35′ 39,21258″ E )
- Pont de Bahir Dar (1961), pont routier à deux voies de la N3 ( 11° 36′ 17,224257″ N, 37° 24′ 30,055075″ E )
- Déversoir du lac Tana ( déversoir Chara-Chara ) (1996), régule le rejet, non ouvert au public ( 11° 36′ 59,985541″ N, 37° 24′ 37,017016″ E )